# Kraï de Stavropol

Carte topographique de la Ciscaucasie. Le kraï de Stavropol est situé au nord de la carte.

Le kraï de Stavropol (en russe : Ставропо́льский край, Stavropolski kraï) est une subdivision de la Russie. Sa capitale est la ville de Stavropol.

## Géographie
Le kraï de Stavropol a une superficie de 66 160 km2.

## Population et société

### Démographie
| 2002      | 2010      | 2016      | 2019      | - |
| --------- | --------- | --------- | --------- | - |
| 2 735 139 | 2 786 084 | 2 801 597 | 2 795 103 | - |

| Année | Fécondité | Fécondité urbaine | Fécondité rurale |
| ----- | --------- | ----------------- | ---------------- |
| 1990  | 2,10      | 1,73              | 2,64             |
| 1991  | 1,96      | 1,59              | 2,50             |
| 1992  | 1,86      | 1,53              | 2,32             |
| 1993  | 1,59      | 1,34              | 1,91             |
| 1994  | 1,62      | 1,39              | 1,93             |
| 1995  | 1,53      | 1,33              | 1,79             |
| 1996  | 1,39      | 1,20              | 1,64             |
| 1997  | 1,35      | 1,17              | 1,59             |
| 1998  | 1,33      | 1,15              | 1,58             |
| 1999  | 1,22      | 1,08              | 1,42             |
| 2000  | 1,24      | 1,10              | 1,44             |
| 2001  | 1,22      | 1,12              | 1,38             |
| 2002  | 1,26      | 1,14              | 1,45             |
| 2003  | 1,29      | 1,17              | 1,49             |
| 2004  | 1,28      | 1,19              | 1,43             |
| 2005  | 1,23      | 1,15              | 1,35             |
| 2006  | 1,24      | 1,16              | 1,34             |
| 2007  | 1,38      | 1,26              | 1,55             |
| 2008  | 1,47      | 1,33              | 1,67             |
| 2009  | 1,44      | 1,32              | 1,62             |
| 2010  | 1,44      | 1,32              | 1,63             |
| 2011  | 1,43      | 1,24              | 1,74             |
| 2012  | 1,52      | 1,33              | 1,86             |
| 2013  | 1,55      | 1,35              | 1,90             |
| 2014  | 1,62      | 1,43              | 1,96             |
| 2015  | 1,64      | 1,55              | 1,81             |
| 2016  | 1,68      | 1,60              | 1,80             |
| 2017  | 1,54      | 1,44              | 1,69             |

## Subdivisions
Le kraï de Stavropol est divisé en 26 raïons :
1. Raïon d'Alexandrovski (Александровский)
2. Raïon d'Andropovski (Андроповский)
3. Raïon d'Apanasenkovski (Апанасенковский)
4. Raïon d'Arzguirski (Арзгирский)
5. Raïon de Blagodarnenski (Благодарненский)
6. Raïon de Boudionnovski (Будённовский)
7. Raïon de Chpakovski (Шпаковский)
8. Raïon de Gratchiovski (Грачёвский)
9. Raïon de Gueorguiïevski (Георгиевский)
10. Raïon d'Ipatovsky (Ипатовский)
11. Raïon d'Izobilnenski (Изобильненский)
12. Raïon de Kirovski (Кировский)
13. Raïon de Kochoubeïevski (Кочубейский)
14. Raïon de Kourski (Курский)
15. Raïon de Krasnogvardeiski (Красногвардейский)
16. Raïon de Levokoumski (Левокумский)
17. Raïon de Mineralovodski (Минераловодский)
18. Raïon de Neftekoumski (Нефтекумский)
19. Raïon de Novoalexandrovski (Новоалександровский)
20. Raïon de Novoselitski (Новоселицкий)
21. Raïon de Petrovski (Петровский)
22. Raïon de Predgorny (Предгорный)
23. Raïon de Sovetski (Советский)
24. Raïon de Stepnovski (Степновский)
25. Raïon de Tourkmenski (Туркменский)
26. Raïon de Trounovski (Труновский)